# Laskowa (powiat oświęcimski)
Laskowa – wieś w Polsce, położona w województwie małopolskim, w powiecie oświęcimskim, w gminie Zator, na prawym brzegu Skawy, przy linii kolejowej nr 103 (Trzebinia – Skawce).
W latach 1975–1998 wieś należała administracyjnie do województwa bielskiego.
Przy zachodniej granicy wsi znajduje się nieczynny przystanek kolejowy Trzebieńczyce.
W Laskowej działa szkoła podstawowa.
We wsi jest zlokalizowanych około 100 stawów rybnych należących do Rybackiego Zakładu Doświadczalnego w Zatorze. Przez Laskową i rejon stawów przepływa Młynówka, która jest odpływem Skawy.

## Nazwa
Nazwę wsi w zlatynizowanej staropolskiej formie Lyaskowa villa wymienia w latach 1470–1480 Jan Długosz w księdze Liber beneficiorum dioecesis Cracoviensis.

## Integralne części wsi
| SIMC    | Nazwa     | Rodzaj     |
| ------- | --------- | ---------- |
| 0076760 | Górki     | przysiółek |
| 0076776 | Wiglowice | przysiółek |
| 0076753 | Zawale    | część wsi  |

## Historia
Osada wzmiankowana w XIII w. Do XV w. stanowiła własność Laskowskich, od których nazwiska pochodzi nazwa. W latach 1470–1480 Jan Długosz w księdze Liber beneficiorum dioecesis Cracoviensis jako właściciela miejscowości podaje Michała Laszkowskiego herbu Kornicz. W roku 1522 wieś zakupił Zygmunt Stary i włączył do tzw. Zatorskiej Królewszczyzny.